# Sant Llorenç del Castell d'Òpol
Sant Llorenç del Castell d'Òpol és l'antiga església parroquial del poble vell d'Òpol (Salvaterra), pertanyent al terme comunal d'Òpol i Perellós, a la comarca del Rosselló, de la Catalunya del Nord.

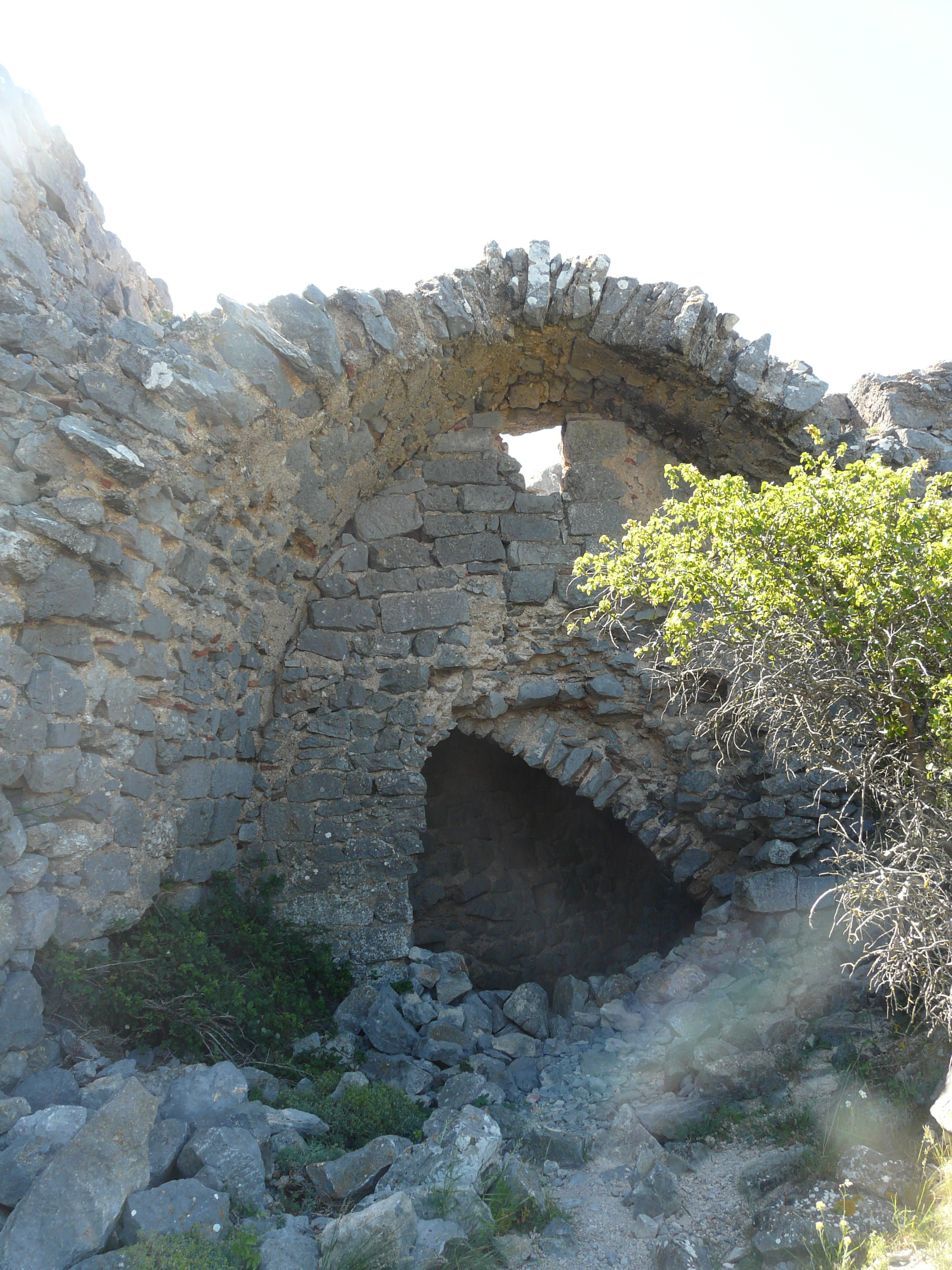
Angle nord-est del Castell de Salvaterra, o d'Òpol

Està situada a l'angle nord-est de l'antic Castell d'Òpol.

## Història
Aquesta església està documentada per primera vegada l'any 1148, quan el bisbe d'Elna Artau en fa donació al priorat de Santa Maria d'Espirà de l'Aglí. A mitjan segle xvi perdé les seves funcions parroquials a favor de la nova església de Sant Llorenç al nou poble d'Òpol.

## Les restes conservades

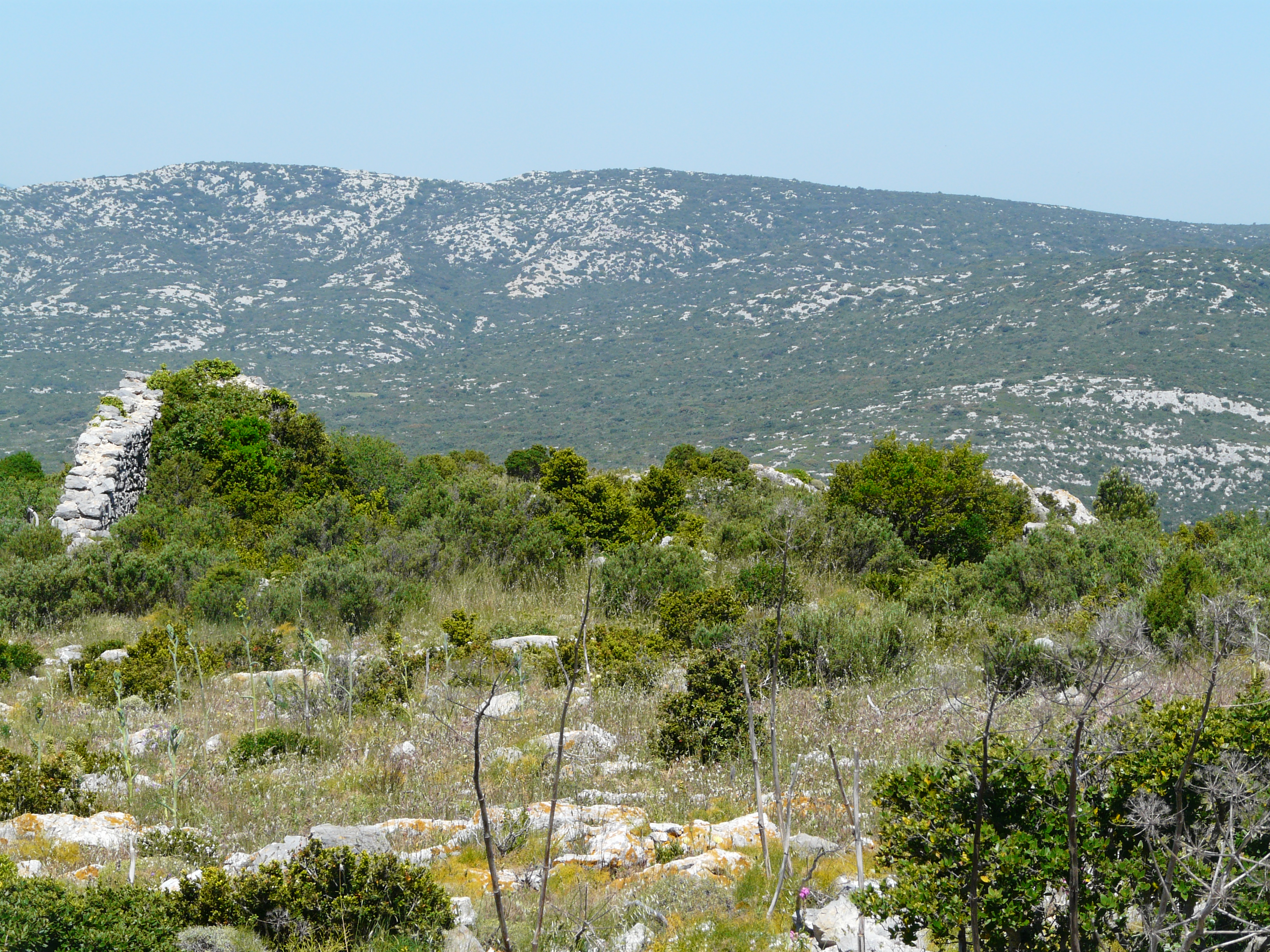
Altres restes que podrien ser de la capella de Sant Llorenç

Tot i que hom ha afirmat que aquesta església és una sala conservada en un tram de 2 metres a l'angle nord-est del castell, també ho podria ser un petit edifici conservat en part a ponent de les restes de la població, a prop de les cisternes conservades, enmig del lloc on es dreçava l'antiga Salvaterra.
Caldria una campanya de prospeccions arqueològiques per tal d'aclarir-ho.